# 彭蒂·伊索塔洛
彭蒂·伊索塔洛（芬蘭語：Pentti Isotalo，1927年2月17日—2021年7月9日），坦佩雷人，芬兰前男子冰球运动员。他曾代表芬兰国家队参加1952年冬季奥林匹克运动会冰球比赛，获得第7名。